# Edmond Pialoux
Pour les articles homonymes, voir Pialoux.
Edmond Pialoux, né le 17 juillet 1883 à Lempdes (Haute-Loire) et mort le 2 avril 1973 à Clermont-Ferrand (Puy-de-Dôme), est un homme politique français.

## Détail des fonctions et des mandats
Mandat local
- Conseiller municipal de Clermont-Ferrand

Mandat parlementaire
- 7 novembre 1948 - 18 mai 1952 : Sénateur du Puy-de-Dôme